# Armand Avril

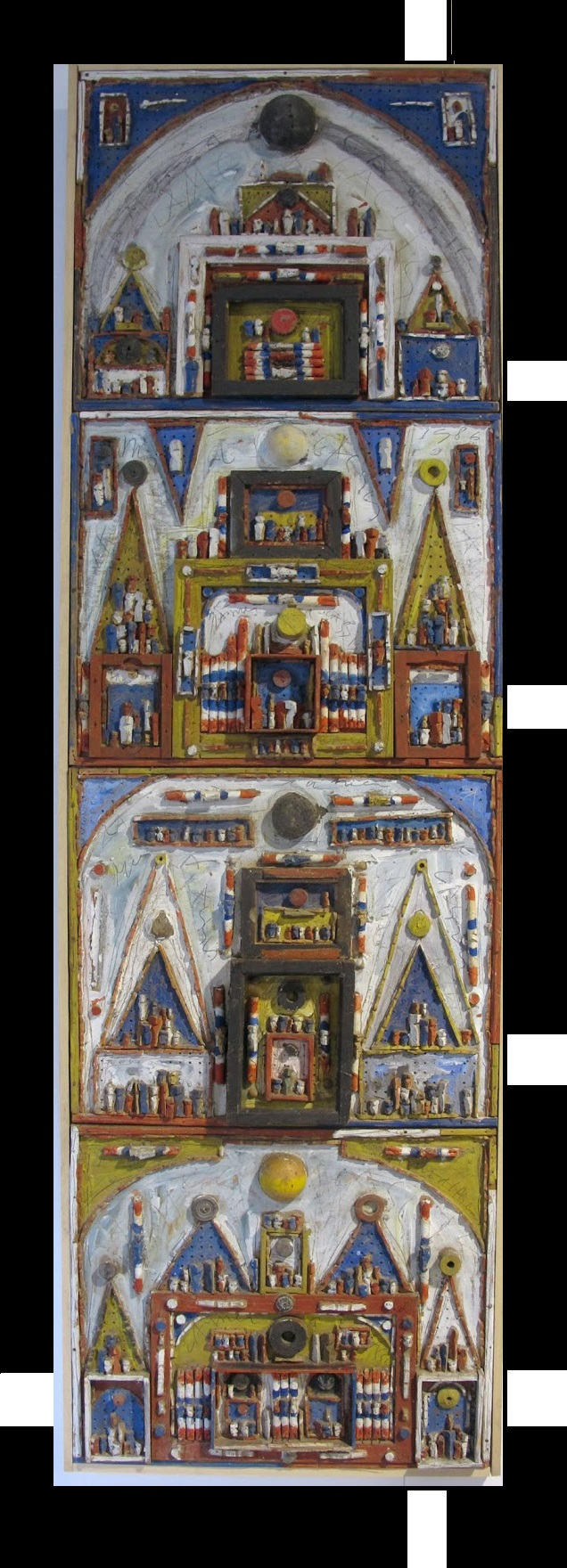
Mer à Cassis, montage à partir de l’œuvre originale d'Armand Avril "Mer à Cassis" de 1986

Armand Avril, né à Lyon en 1926, est un peintre vivant à Cotignac dans le Var. Il est surtout connu pour les assemblages qu'il a réalisés à partir de 1968. D'origine modeste, cependant très tôt intéressé par l'art et les musées où le poussait son père, il s'essaie d'abord à la peinture. Cependant, Avril ne commence à trouver son véritable style qu'à l'âge de quarante-deux ans.
Enfant, il est un habitué des musées de Lyon qu’il fréquente sur les conseils de son père. Adulte, sa passion pour la collection l’incite à se nourrir des arts premiers et d’artistes comme Gaston Chaissac ou Boris Bojnev. Ses œuvres et ses techniques le rattachent à la famille des créateurs récupérateurs comme Louise Nevelson (1899-1986) ou des artistes du mouvement Dada et leurs successeurs. Il partage aussi avec ses prédécesseurs dadaïstes une volonté de s’affranchir des conventions idéologiques et artistiques en vigueur.
Il ne peut être rattaché à un seul courant artistique car il s'est inspiré de tous les artistes qui l'ont entouré au cours de sa vie. Cette diversité lui permet alors de créer un véritable univers artistique propre à l'artiste qui se fait connaitre pour ses montages en bouchons de liège dont les œuvres "Mer à Cassis" débutées en 1970.

## Biographie

### Enfance
Armand Avril naît d'un père parisien et d'une mère corse. Bien que vivant modestement, son père, Marcel Avril, collectionne des œuvres d'art africaines et participe aux expositions du groupe Témoignage à la galerie Folklore de Lyon, en compagnie de Jean Bertholle, Alfred Manessier, René-Maria Burlet, Jean Duraz, César Geoffray, Jean Le Moal, Étienne Martin, Marcel Michaud, André Lenormand, François Stahly, Louis Thomas, Dimitri Varbanesco.
Armand Avril raconte dans la vidéo de l'exposition 2008 au musée des beaux-arts de Lyon que son père poussait ses enfants à visiter les musées, et que l'artiste aurait, du coup, « pompé sur tout le monde ».
Néanmoins, bien avant de se lancer dans l'art, le jeune homme retourne à Villeurbanne au milieu des années 1940 et entre dans la vie active en tant que plâtrier-peintre, puis ouvrier. Dans les musées, il découvre les artistes belges : Constant Permeke, James Ensor.
Cependant, en 1941, son père, militant de gauche et résistant est emprisonné trois mois. Il éloigne alors son fils en l'envoyant à l'école des bergers du domaine du Merle à Salon-de-Provence, mais tout en continuant son travail de berger qu'il exerce dans plusieurs fermes, Avril a toujours sur lui un livre d'art qu'il consulte régulièrement.. Armand ne reverra son père qu'une seule fois, lorsque celui-ci vient lui rendre visite à l'école des bergers. Marcel est ensuite arrêté par la Gestapo et envoyé en camp de concentration où il meurt en 1944.

### Évolution artistique

#### Ses premières œuvres
Entre 1945 et 1956, à Villeurbanne, Armand est ouvrier et exerce divers métiers manuels, mais il commence déjà à peindre des huiles en copiant les classiques du musée des beaux-arts ou du musée Guimet de Lyon. Il s'inspire alors de Raoul Dufy, Henri Matisse, de l'école lyonnaise. Sous l'influence de son père qui collectionnait les arts primitifs, il va devenir lui-même un grand collectionneur d'art africain au cours d'un voyage au Sénégal à la suite duquel il expose ses peintures. En effet, dans les années 1960, il part faire un voyage d'un an en Afrique et rencontre le peintre Jean Arène qui lui fera découvrir plus tard le village de Cotignac dans le Var où il s'installera définitivement en 1985. Une autre rencontre décisive lors de ce séjour est sa rencontre avec l'artiste Louis Pons que lui présente Arène. Louis Pons est une rencontre importante dans la carrière d'Avril, car c'est un artiste qui pratique l'assemblage et le collage. Cette rencontre marque un nouveau tournant dans la carrière d'Armand Avril. Sa plus grande découverte reste cependant Gaston Chaissac, à la fin des années 1960 à Nantes, dont il lit une critique illustrée dans la revue L'Architecture d'aujourd'hui et dont il achète une peinture. Enthousiasmé par les œuvres de Chaissac, il réussit à convaincre le critique René Deroudille et la Conservatrice Madeleine Rocher-Jauneau d'organiser en 1968 une exposition de l'artiste au musée des Beaux-Arts de Lyon. En 1973, il rend hommage à Chaissac avec une série d'hommages facétieux à des artistes comme Malevitch, Matisse, Man Ray, Picasso, Herbin et d'une façon plus général au Cubisme dans une série d’œuvres constituées d'une suite de Têtes.

#### Évolution vers la sculpture sur liège
En 1968, alors qu'il fête la victoire de l'Association sportive de Villeurbanne et de l'Éveil lyonnais rugby où il joue pendant quatorze ans, Avril découvre les possibilités plastiques d'un bouchon de champagne qu'il taille machinalement.
Il s'investit alors dans ce nouveau moyen d'expression : les assemblages d'objets ou montages, réalisant des bas-reliefs élaborés d'éléments divers, pinces à linge, éléments de jouets d'enfants, boules de croquet, filasse, glu, clous, boîtes de conserves vides. Il travaille essentiellement avec des rebuts et pièces détachées. « Le peu de prix devient sans prix quand il bricole.. » Les constructions d'Armand Avril sont des inventions ludiques à partir d'objets délaissés.
Pour ses premiers montages, il utilise des bouchons de liège taillés et disposés dans des casiers d'imprimerie exposés pour la première fois lors de sa première exposition personnelle à la galerie lyonnaise Le Lutrin en 1970. L’année suivante, il présente son travail dans une galerie parisienne où son œuvre est très bien accueillie par la critique, à tel point que ses œuvres entre dans les collections du Centre National d’Art Contemporain et du Musée National d’Art Moderne.

#### L'évolution de l'artiste
Il va ensuite diversifier les montages : à travers des matériaux de récupération bricolés, parfois peints puis collés sur des panneaux de bois, qui expriment un univers « poétique débordant d'humour et de vitalité ». Ses œuvres vont s’enrichir rapidement de matériaux divers qui vont constituer un véritable univers à part entière : en 1973, il rend hommage à Gaston Chaissac qui ouvrira la voie sur une grande série dédiée aux artistes et personnages qui ont marqué la vie d’Avril. En 1975, il réalise la série « Alignement » constituée d’Assemblage de différentes boules. Ces premières séries marquent le début d’une grande carrière où les styles et les matières se mêlent pour former l’univers d’Armand Avril.
Avril aime s’inspirer de la poésie et de la littérature pour créer comme on peut le voir dans l’un de ses poèmes sur la ville de Cassis qui l’accueille au début de la Seconde Guerre Mondiale. Il va alors puiser dans ses souvenirs et dans le poème de Wols qui écrit que les vagues du port « se répètent sans se répéter » et débute sa série « La Mer de Cassis ». Pour cette série, Avril utilise les rebus du monde afin de reconstruire un univers en le déclinant jusqu’à épuisement. Ce mélange marque le début d’un lien particulier entre l’artiste et cette ville qui fait de Cassis « une carte postale par excellence du souvenir qui déferle régulièrement [telle] la marée du renouveau » d’après J.J Lerrant. L'artiste joue avec des effets d'accumulations ; les compositions étagées, comme des objets totémiques comme les rites de magie de cultures lointaines qu’il a eu l’occasion de découvrir lors de son séjour au Sénégal. Le thème de la mort apparaît aussi, mêlé à celui du sacré, dans des sortes de reliquaires d'un art populaire sans âge. En 2002, son ami Pierre Robin, ancien galeriste d'art primitif à Paris, lui propose des sculptures Bozo, peuple pêcheur installé sur une partie des rives du Niger au Mali. Il commence alors à accumuler les marionnettes colorées de cette ethnie qui l’inspire dans ses créations.
Avril continue son œuvre que l’on peut qualifier de prolifique et singulière éloignées des codes et de la mode. On peut voir dans sa maison-atelier un magnifique « bric-à-brac » où le moindre espace saturé d'objets révèle l'univers intérieur de cet artiste inclassable. Ainsi, " Avril entre donc au musée. On peut lui faire confiance, il s'en tirera très bien. Mais le musée, lui, ne s'en sortira pas indemne".

## Style
Avant 1968, Avril peint surtout du figuratif avec un style proche de celui de Cottavoz ou Fusaro ; certains le définissent même comme le « peintre de la joie » (Raoul Dufy). Avril affirme même avec un ton provocateur « si on veut apprendre, il faut pomper tout le monde. J’ai commencé par les lyonnais Cottavoz, Fusaro puis Malevitch et plus tard Matisse et Picasso. »
Son art s'apparente à l'art singulier ou à l'art brut, proche des « arts primitifs » ou « arts premiers » chers aux surréalistes dont il fait collection, en particulier l'art africain. Il s'inspire notamment des objets de culte de l'artisanat africain et océanien, de rites primitifs avec leurs personnages protecteurs à partir de 1971. L’artiste se laisse guider pas sa spontanéité, sans réelle préparation au préalables. Il utilise des couleurs vives et un dessin naïf qui l’engage dans une filiation à Dubuffet et à l’art brut. Mais à la différence des artistes de l’art brut, « Avril n’est pas sans culture (…), mais au plein de sa culture ». Vingt cinq ans plus tard, lors d'un voyage en Indonésie, Avril découvre une similitude entre certains de ses assemblages et les tapisseries traditionnelles réalisées selon la technique de l'Ikat. En 1985, une exposition organisée par Alphonse Chave dans sa galerie de Vence, l’inscrit dans le sillage de Dubuffet et de l'art brut.
Il est cependant difficile de saisir toute l'intensité de l'artiste et encore plus difficile de le classer dans un mouvement artistique en particulier tant son style évolue en un style qui lui est propre. Il existe donc un "mystère Avril". Le Musée des Beaux Art de Lyon dit de lui "l'approcher est l'entreprise la plus aisée du monde. Le saisir, le toucher même, relève de la chimère" témoignant de l'unicité de l'artiste et de sa complexité remettant en cause les règles du jeu au sein des sphères artistiques comme Duchamps avant lui.

## Œuvres
Sélection de quelques périodes
- 1962,  Nu assis, huile sur toile, 92 × 75 cm[12]
- 1969, série  Les Binettes, assemblages composés de bouchons de champagne découpés placés dans des casses, dont Les Binettes 1, 50 × 85 cm[13]
- 1970, La Mer à Cassis, assemblages composés principalement de pinces à linge désossées, installées dans les cases d'une casse. Il n'y a qu'une seule rangée de bouchons dans le bas 73 × 92 cm[14] Avril débute la série dès 1967 avec une huile sur toile dans laquelle il met en place de nombreux principes : jeux de lignes brisées, juxtaposition d’éléments circuclaires, contraste bleu/rouge, etc. Ces principes seront prolongés jusqu’aux années 2000. Sur la dizaine de montages qu’il a élaborés, il ne suit pas de logique particulière mais un rythme qui lui est propre, cependant, c’est avec cette série qu’il trouve son style. On observe donc qu’aux sobres alignements de pinces à linge bicolores succèdent des montagnes où boutons, bois, liège et capsules offre un jeu de formes et de couleurs complexifiant l’espace[15].
- 1971- 1976, La Mort blanche, assemblage, composé de nombreux petits crânes 92 × 60 cm[10], présenté en septembre 1993 à la Halle Saint-Pierre dans le cadre de l'exposition Les Marges de l'art contemporain[16]
- 1973, Personnage en rouge, assemblage de couleur vive, morceaux de bois découpés, objets divers, pinces à linge et bouchons, 12 × 60 cm[17]
- 1974, Reliquaire, assemblage de couleur sombre composé de figurines empaquetées, de fagots de buchettes, de joncs placé en arc, d'une croix et d'un Christ fortement sexué, 178 × 116 cm[18]
- 1976,  Alignements, assemblage de couleur sombre composé de poupées alignées sur six rangées en étroite largeur, et six rangées en hauteur, entourées de bois superposés formant cadre, 146 × 92 cm[19]
- 1978, Boli et poupées Koko, assemblage composé d'une face lunaire en bois assemblé, entourée de poupées à chevelure filasse, et souligné par trois rangées de deux animaux qui hésitent entre ours, rhinocéros. Inspiration africaine, 116 × 90 cm[20]
- 1970-1985, Les Tireurs de langue, série d'assemblages composés de petites têtes rondes qui tirent la langue, parfois incluses dans La Mer à Cassis comme Mer à Cassis et tireurs de langue (1970), assemblage, 164 × 65 cm[21]
- 1970 -2000, La Mer à Cassis nouvelle manière : assemblage composé des mêmes éléments que les premières Mer à Cassis, installés dans les cases d'une casse, mais disposés différemment, en longue colonne, 333 × 114 cm[22]
- 2000  Sauteuse à la corde (série), peinture et collage sur carton 67 × 18 cm[23]
- 2000-2003, Roboz, série d'assemblages comprenant des figurines en bois découpées, entourées de bouchons et pinces à linge peints de couleurs vives, avec parfois une réapparition des crânes blancs : 122 × 50 cm[24]

## Expositions

### Expositions personnelles, sélection depuis les années 1970
Expositions personnelles, sélection depuis les années 1970 : 
- 2021: Musée d'Art Brut. Montpellier / Sidsel ma muse. Cercle des Arts Cotignac
- 2020: Avril et les Bozo. Centre d'Art La Falaise. Cotignac. / Galerie Le Lutrin, Lyon.
- 2019: Galerie Richterbuxtorf, Lausanne. Assemblages et Peintures. /
- 2017: Armand Avril, Galerie Format, Fox-Amphoux
- 2016: Arène-Avril-Valabrègue, Centre d’art contemporain, Chateauvert / Avril, Galerie Philippe Paschos, Pauilhac / Avril, Galerie Le Lutrin, Lyon
- 2015: Montages, Galerie Le Lutrin, Lyon / Avril en avril, Espace RICHTERBUXTORF, Lausanne, Suisse
- 2014: Montages, Galerie Le Lutrin, Lyon
- 2013: Montages, Galerie Le Lutrin, Lyon
- 2012: Peintures, Galerie Le Lutrin, Lyon / Salut à Man Ray et Les barlus, galerie Laurent de Puybaudet, Paris / Mimosas, chattes et têtes de mort, Espace RICHTERBUXTORF, Lausanne, Suisse
- 2011: Avril en avril, galerie le Tracasset, Lutry, Suisse
- 2010 : Galerie Laurent de Puybaudet, Paris[26]
- 2008 : Armand Avril, du 20 juin au 29 septembre 2008 au musée des Beaux-Arts de Lyon.
- 2006 : 80 ans. Cercle des Arts. Hommage à Avril de la ville de Cotignac.
- 2005 : Après nous le déluge, du 25 juin au 27 novembre à la Malmaison de Cannes[27]/ Galerie Le lutrin. Lyon.
- 2004 : Espace Peiresc, Toulon. / Espace Cézanne, Brignoles.
- 2003 : Peintures et assemblages (1962 à 2002), du 29 juin au 3 novembre, Le Tremblay, Centre National d'Art Contemporain, (Fontenoy), Yonne./  La Halle Saint- Pierre., Paris. /Musée Municipal de Rabastens. /Galerie La Passerelle, Auxerre. / Galerie Béatrice Soulié, Paris.
- 2003 : Armand Avril, du 20 janvier au 2 mai 2003 à la Halle Saint-Pierre, 2 rue Ronsart, 75018 Paris[28]
- 2002 : Donation de Muguette et Paul Dini, et de l'Association Armand Avril, du 6 octobre au 22 décembre, au musée Paul-Dini[29]. / Galerie La Passerelle, Auxerre. / Galerie Le Lutrin.
- 2001 : Galerie Pierre Robin, Paris. / Galerie La Passerelle, Auxerre. / Galerie Henri Bussière, Paris. / Galerie Le Lutrin, Lyon.
- 2000 : Galerie Béatrice Soulié, Paris. / Galerie Sordini, Marseille et Martigues. / Galerie La Passerelle, Auxerre.
- 1999 : Galerie Le Lutrin, Lyon. / Galerie Doudou Bayol, St Rémy de Provence.
- 1998 : Galerie Alphonse Chave, Vence. / Galerie Sordini, Marseille.
- 1996 : Galerie Le Lutrin, Lyon. / Galerie Sordini, Marseille. / Le Garage, Amsterdam (Pays-bas).
- 1995: Galerie Emiliani, Dieulefit. / Galerie Doudou Bayol, St Rémy de Provence.
- 1994 : Château Suffren, St Tropez.
- 1993 : Espaces Culturels des Tours, Noyers / Galerie Le Lutrin, Lyon / Musée Ernest Hébert, La Tronche. / Galerie Erval, Paris. / Galerie Chave, Vence.
- 1992 : Jaski Art Gallery, Amsterdam./ Galerie Emiliani, Dieulefit. / Galerie Doudou Bayol, St Rémy de Provence.
- 1990 : Galerie Le Lutrin, Lyon.
- 1989 : Galerie Erval, Paris. / Jasky Art Gallery, Amsterdan (Pays-Bas). / Galeriie Chave, Vence.
- 1988 : L'Hôpital, Le temps du regard, Draguignan.
- 1987 : Galerie Erval, Paris.
- 1986 ; Galerie Le Lutrin, Lyon.
- 1985 : Galerie Chave, Vence.
- 1984 : Maison du Tourisme, Auxerre.
- 1983 : Galerie Le Lutrin, Lyon. / Maison des expositions, Genas.
- 1981 : Galerie Pierre Robin, Paris. / MJC Toulon.
- 1977 : Galerie Pierre Robin, Paris. / Galerie Le Lutrin, Lyon.
- 1974 : Galerie Le Lutrin, Lyon. / Galerie Le Soleil dans la Tête, Paris. / Chez Candide, Lavilledieu.
- 1973 : Galerie John Craven, Paris. / Galerie Les Contards, Lacoste.
- 1972 : Galerie du Manoir, La Chaux de Fonds (Suisse).
- 1970: Galerie Le Lutriin, Lyon.

### Expositions collectives
Cette sélection est extraite de la liste figurant dans le catalogue publié par le musée Paul-Dini lors de l'exposition « Armand Avril, peintures et assemblages » en juin-novembre 2003. Complétée par la liste figurant sur la plaquette d'exposition du Musée d'Art Brut de Montpellier en septembre 2021.
- 2019: Le Bois. Galerie Chave. Vence
- 2016 : "Arène Avril Valabrègue" Centre d'Art Contemporain, Châteauvert
- 2005: Grasse, Musée d'Art et d'Histoire. / Villeurbanne, Institut d'Art Contemporain.
- 2000 :  40 artistes contemporains, d'un rivage à l'autre, palais des festivals et des congrès de Cannes[30].
- 2000 : French Outsider Art, In association with collector Bernard Larrieu. May 13 - June 24, 594 Broadway New York, New York 10012, New York, SoHo, États-Unis.
- 1999 : Galerie d'Art du Conseil Général, Aix en Provence. / Prieuré de Manthes.
- 1998 : La Halle Saint Pierre, Paris.
- 1995: : Centre de relations publiques Ebel, La Chaux de Fonds (Suisse).
- 1992 : Centre d'Action Culturelle, Saint Brieuc.
- 1991 : Fanny Girls, Galerie Callu Merite, Paris./ Artistes et vestiges, musée des beaux-arts de Saint-Lô, Saint-Lô.
- 1990 : Salon du Sud Est, Lyon. / Pilleurs d'épaves, château-musée de Dieppe
- 1989 : Les Théâtres de l'imaginaire, musée Ingres, Montauban ./ Arts Primitifs, Abbaye de Saint Savin de Gartempe.
- 1987 : Face à face : Arts primitifs, arts d'aujourd'hui, abbaye de Saint-Savin-sur-Gartempe
- 1986 : L'Univers enclos, boîtes et tiroirs, halle aux blés de Clermont-Ferrand Clermont-Ferrand[30].
- 1985 : Les Créateurs singuliers du Midi musée Ingres, Montauban[30]
- 1984 : Souvenirs d'un musée à la campagne, château de Tanlay, Tanlay, Yonne. / Rencontre d'Art 85, musée Ingres, Montauban. / Groupe Art Contemporain, Annonay.
- 1983 : Qu'est-ce qu'un F.R.A.C. ?, 100 œuvres de 75 artistes acquises en Rhône-Alpes. / Nouveau Musée, Villeurbanne. / Centre d'Arts Plastiques, Villefranche-sur-saône.
- 1982 : Troisième Biennale d'art contemporain de Lyon (des œuvres d'art dans la rue)
- 1981 : Le monde d'Alphonse Chave (Galerie Alphonse Chave), Elac, Lyon. / Assemblage, ancien couvent royal, Saint-Maximin (Var). / Chemin de la Création, Formes Rituelles, Château d'Ancy-le-Franc Ancy-le-Franc, (Yonne)
- 1980 : Boomerang, Abbaye de Saint-Savin-sur-Gartempe.
- 1979 : Peintures dans la ville, Lyon. / Peintres Lyonnais à Francfort, Allemagne
- 1977 : Huit peintres de Lyon, Musée d'art et d'histoire de Genève, Genève, Suisse. / Boîtes, Musée d'art moderne de la ville de Paris Paris
- 1976 : Maison de la Culture, Grenoble. / Maison de la Culture, Rennes.Neuvième Biennale Internationale d'Art, Menton. / La Galerie le soleil dans la tête, maison de la Culture et des Loisirs, devenue Opéra-théâtre de Saint-Étienne Saint-Étienne
- 1975 : Prieuré de Vivoin, Sarthe
- 1973 : Salon des réalités nouvelles, Paris. / Kunstmesse Art 4'73 Bâle, Suisse. / Hommage à Alfred Jarry, Galerie le soleil dans la tête, Paris. / Salon d'Automne, Lyon. / Grands et Jeunes d'aujourd'hui, Grand Palais, Paris
- 1972 : Salon des réalités nouvelles, Paris. / Morgan's Paint, Italie. / Festival de Luchon, Luchon. / IXe Biennale Internationale d'Art, Menton. / Salon d'Automne, Lyon. / Haute tension 3, Galerie Alphonse Chave, Vence
- 1971 : Salon d'Automne, Lyon. / Galerie Le Soleil dans la tête, Paris. / Galerie de Messine, Paris. / Galerie Arts Constants, Paris. / La Boulangerie, Poët Laval. / Grands et Jeunes d'aujourd'hui, Grand Palais, Paris[31],[32].
- 1970 : La Chartreuse, Villeneuve-lez-Avignon. / Salon d'Automne, Lyon
- 1969 : Salon du Sud-Est, Lyon